# Tetraulax lateralis
Tetraulax lateralis es una especie de escarabajo de la familia Cerambycidae. Fue descrita por Karl Jordan en 1903. Se encuentra en Camerún y en Costa de Marfil.